# Neffex
Neffex hay NEFFEX (viết hoa toàn bộ theo cách điệu) là một dự án âm nhạc Mỹ của Bryce Savage, ban đầu bao gồm cả Cameron Wales. Họ đã sản xuất các bản phối lại và các bài hát gốc được đặc trưng bởi sự pha trộn giữa thể loại nhạc điện tử và nhạc rap. Trước khi Savage tự mình tiếp tục dự án, anh đã viết lời và hát trong khi Wales tạo nhạc cụ và thực hiện chỉnh sửa. Cả hai người đều phát hành những bài hát mà người xem có thể thoải mái dùng trong video của họ mà không lo sợ bị vi phạm bản quyền.

## Sự nghiệp
Savage và Wales gặp nhau lần đầu ở trường trung học khi họ 15 tuổi. Khi đó, họ đang tham gia vào một ban nhạc punk rock. Sau đó, cả hai đều rời khỏi ban nhạc và bắt đầu sáng tác âm nhạc của riêng mình. Tuy nhiên, đây vẫn chưa phải là sự ra đời của Neffex. Sau khi tốt nghiệp trung học, Wales chuyển đến Los Angeles để học đại học. Khi Savage học năm cuối đại học, anh nói chuyện với Wales và họ nhận thấy cả hai đều đang sáng tác nhạc trong thời gian rảnh. Sau khi học xong đại học, họ lại gặp nhau ở Quận Cam, và tạo ra cái tên "NEFFEX" với biểu tượng là con cáo.
Năm 2017, bộ đôi đã đặt ra thử thách phát hành 100 bài hát trong 100 tuần.  Tất cả các bài hát được phát hành cho thử thách này đều không vi phạm bản quyền.
Ngày 16 tháng 10 năm 2019, họ đã phát hành đĩa mở rộng đầu tiên mang tên Q203, đĩa đơn được đặt tên theo căn hộ nơi mà họ thu âm những bài hát đầu tiên của mình.  Album này có sáu bài hát: When I Was Young, Without You, It's My Life, Sunday, Primal và Want Me.
Vào ngày 25 tháng 9 năm 2020, họ phát hành album đầu tay mang tên "New Beginnings". Album có 16 bài hát: Sometimes, Be Somebody, New Beginnings, Scars, I've been Let Down, Hell Won't Take Me, I Wanna Play A Game, Don't Hate Me, Mind Reader, Unavailable, When It Flows, WOW!, Worst of You, Closer to Heaven, Space, and I'll Be Fine.
Vào ngày 6 tháng 7 năm 2021, Wales rời NEFFEX để hai người có thể tập trung vào dự án solo của mỗi người.
Vào ngày 7 tháng 7 năm 2021, Savage tái lập thử thách phát hành 100 bài hát trong 100 tuần và giống như trước đây, tất cả các bài hát được phát hành cho thử thách này đều không vi phạm bản quyền.

## Thành tích
Tính đến tháng 6 năm 2023, NEFFEX đã thu được:
- Hơn 5.000.000 người nghe hàng tháng trên Spotify.[11]
- 6,3 triệu người đăng ký trên YouTube tính đến tháng 6 năm 2023.[12]
- Hơn 2 tỉ lượt xem trên kênh YouTube[12]

## Danh sách đĩa đơn
- - Undefeated (2023)
  - Brawl (2023)
  - The Plague (2023)
  - Victorious (2023)
  - Seeing All Red (2023)
  - Desperate - NoCopyrightSounds (2023)
  - The Curse (2023)
  - This is War (2023)
  - Haunt (2023)
  - I Won't Stop (2023)
  - Fearless (2023)
  - The King Is Dead (2023)
  - Collapse (2023)
  - Tough Times (2023)
  - Made for This (2023)
  - A Place For Me (2023)
  - Conviction (2023)
  - Before I'm Gone (2023)
  - Never Gonna Stop (2023)
  - At the top (2023)
  - Inside (2023)
  - POTUS (2023)
  - Get Out My Way (2022)
  - This Is Not a Christmas Song - Ryan Oakes (2022)
  - Back One Day (Outro Song) - TheFatRat (2022)
  - New Year, New Me (2022)
  - Stay Strong (Sofia's Song) (2022)
  - The Rain (2022)
  - Fever Dream (2022)
  - Choose It (2022)
  - Rise (2022)
  - Purpose (2022)
  - Big Swing (2022)
  - Legendary (2022)
  - Make Moves (2022)
  - No Retreat (2022)
  - Leading (2022)
  - Ready To Kill (2022)
  - Till My Hands Bleed (2022)
  - My Mind (2022)
  - Pinky Promise (2022)
  - You Will Never See Me Coming (2022)
  - 6 Shots (2022)
  - Anxiety (2022)
  - Changing (2022)
  - Till I'm On Top (2022)
  - What You Gonna Be (2022)
  - They Call Me A God (2022)
- Chasing(2022)
- Losing My Mind (2022)
- My Way (2022)
- Secrets (ft. Neffex) - PLVTINUM  (2022)
- Don't Let Go  (2022)
- Sober (ft. Neffex) - Josh A (2022)
- Catch Me If I Fall (2022)
- Tell Me What You Want (2022)
- A Little F*cked Up (2022)
- Price Tag (2022)
- Till I'm Free (2022)
- Play Dead (2022)
- As You Fade Away  (2022)
- Ruthless (2022)
- Good Day (Wake Up) (2022)
- Go! (2022)
- Take Me Back (2022)
- Better Days (2022)
- Winning (2022)
- Built To Last (2022)
- Enough (2022)
- Get Through (2022)
- Immortal (2022)
- I Just Wanna Be Great (2022)
- No Filter (2022)
- Retribution (2022)
- Statement (2022)
- Tough (2022)
- A Year Ago  (2021)
- Addict (2021)
- Believe  (2021)
- Bite Me  (2021)
- Born A Rockstar (2021)
- Don't Wanna Let Myself Down (2021)
- Dreaming On (2021)
- FOYF (2021)
- Free Me (2021 - 2022)
- Go Down Swinging (2021)
- How's It Supposed To Feel (2021)
- Hustlin (2021)
- Inspired  (2021)
- IT'S ONLY WORTH IT IF YOU WORK FOR IT  (2021)
- Just Breathing (2021)
- Manifest It (2021)
- No Turning Back (2021)
- Revolution  (2021)
- Something You Could Never Own  (2021)
- Til I Hear'em Say  (2021)
- Till I Let Go (2021)
- Tell Me That I Can't (2021)
- The Itch Ft. Josh A (2021)
- THAT'S WHAT IT TAKES (2021)
- This Is Not A Christmas Song (2021)
- All These Thoughts (2018)
- A Feeling (2018)
- Alive (2018)
- Baller (2017)
- Best Of Me (2017)
- Badass (2017)
- Blow Up (2017)
- Bros B4 Hoes (2017)
- Backstage (2017)
- Blessed (2018)
- Broken Dreams (2018)
- Best Of Me (Barren Gates phối lại) (2019)
- College (Lost Song) (2016)
- Crown (2017)
- Careless (2017)
- Can't Lose (2018)
- Chance (2018)
- Comeback (2018)
- Climb (2018)
- Cold (2018)
- Coming For You (2019)
- Cold In The Water (2019)
- Cold (Elijah Hill phối lại) (2019)
- 100 (Count It) (2019)
- Dream Catcher (2017)
- Destiny (2017)
- Dance Again (2017)
- Damn Gurl (2018)
- Deep In The Game (2018)
- Deep Thoughts (2018)
- Dangerous (2018)
- Destiny (Equanimous phối lại) (2019)
- Flirt (2017)
- Failure (2017)
- First Time (2017)
- Fight (2017)
- Fight Back (2017)
- Fear (2018)
- Fight Back (BLENDER phối lại) (2018)
- Fight Back (Licka Rish phối lại) (2018)
- Fight Back (Barren Gates phối lại) (2018)
- Forget'Em (2018)
- Fade Away (2018)
- Fall Asleep (2018)
- Fight Back (RMND phối lại) (2019)
- Greatest (2017)
- Gossip (2017)